# Житень (село)
Житень — село в Большесолдатском районе Курской области. Входит в Нижнегридинский сельсовет.

## География
Село находится в бассейне реки Реут, в 50 километрах к юго-западу от Курска, в 16 километрах к юго-западу от районного центра — села Большое Солдатское, в 6 км от центра сельсовета – Нижнее Гридино.
Климат
Село, как и весь район, расположена в поясе умеренно континентального климата с тёплым летом и относительно тёплой зимой (Dfb в классификации Кёппена).

## Население
| 2002 | 2010 |
| ---- | ---- |
| 92   | ↘50  |

## Инфраструктура
Личное подсобное хозяйство с зоной сельскохозяйственного использования, индивидуальная застройка усадебного типа. В селе 77 домов.

## Транспорт
Житень находится в 1,5 км от автодороги регионального значения 38К-004 (Дьяконово — Суджа — граница с Украиной), на автодороге межмуниципального значения 38Н-079 (38К-004 – Нижнее Гридино – Сула), в 23 км от ближайшей ж/д станции Блохино (линия Льгов I — Курск).